# Mesochorus dilobatus
Mesochorus dilobatus là một loài tò vò trong họ Ichneumonidae.